# Forschungsanstalt für Waldökologie und Forstwirtschaft

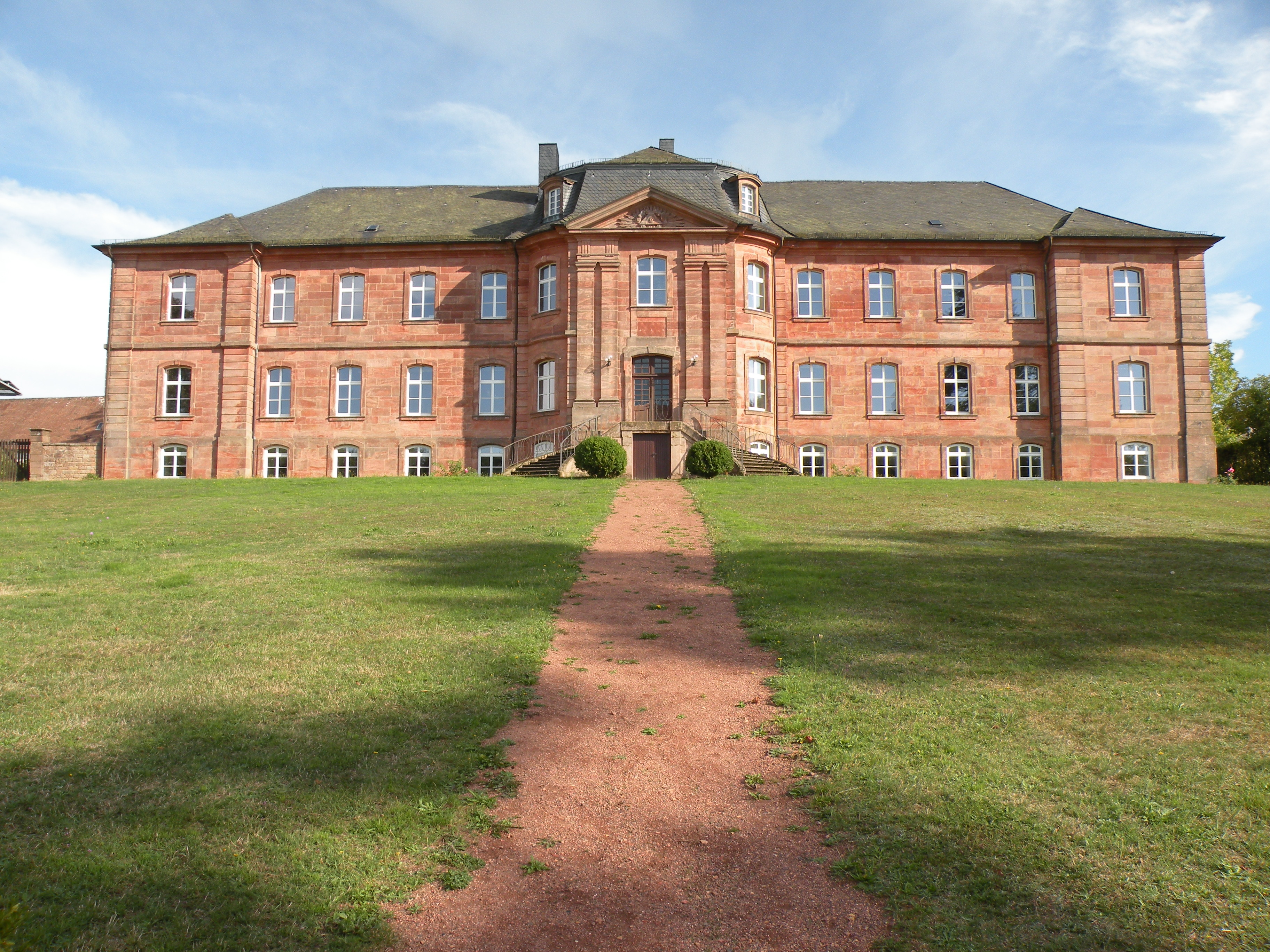
Das Trippstadter Schloss, Sitz der FAWF

Die Forschungsanstalt für Waldökologie und Forstwirtschaft (FAWF) des Landes Rheinland-Pfalz wurde 1984 als Forstliche Versuchsanstalt gegründet und hat seit 1987 ihren Sitz im Trippstadter Schloss im Ort Trippstadt. 2002 wurde die Forschungsanstalt in FAWF umbenannt. Sie hat (Stand Februar 2018) 58 Mitarbeiter, der Leiter ist Hans-Peter Erhardt. Die vorgesetzte Behörde ist das 
Ministerium für Umwelt, Energie, Ernährung und Forsten Rheinland-Pfalz.
Die allgemeinen Aufgaben sind durch den Namen schon festgelegt. Im Speziellen sind dies Forschung zur nachhaltigen Erfüllung der Waldfunktion, Sicherung der Umwelt, Steigerung des wirtschaftlichen Nutzens und Verbesserung der Lebensqualität.  Dazu ist das Institut in fünf Arbeitsbereiche gegliedert:
- Waldwachstum
- Genressourcen und Forstpflanzenerzeugung
- Waldschutz
- Arbeitswirtschaft und Forstnutzung
- Wald- und Wildökologie

Um die Aufgaben zu erfüllen, nutzt sie intensive Kooperationen auf nationaler und internationaler Ebene. Im nationalen zum Beispiel im Deutschen Verband Forstlicher Forschungsanstalten, DVFFA und international im Internationalen Verband Forstlicher Forschungsanstalten, IUFRO. Die Forschungsflächen des Instituts sind weiträumig über das Bundesland verteilt. Alljährlich wird von der Forschungsanstalt der Waldzustandsbericht des Landes herausgegeben.